# 新希望 (波兰)
新希望（波蘭語：Nowa Nadzieja；缩写为NN），曾用名共和国复兴－自由与希望联盟（波蘭語：Koalicja Odnowy Rzeczypospolitej Wolność i Nadzieja，缩写为KORWiN，“科尔温党”）又称自由（波蘭語：Wolność），是波兰的一个自由市场资本主义、以古自由意志主义和欧洲怀疑主义为主的政党，创始人是雅努什·科尔温-米克，他于2015年被原政党新右翼大会除名后成立该党。该党的其他成员包括瑟姆议员普热梅斯瓦夫·维普莱尔和欧洲议会议员罗伯特·伊瓦什凯维奇。该党的波兰语名称最初是创始人科尔温-米克（Korwin-Mikke）的名字，他参加了2015年总统选举。
2018年，该党与民族运动组建了一个政党联盟自由与独立联盟。2019年，波兰王室联盟成立并加入联盟，联盟目前在议会中有11名议员。